# Придмор, Реджи
Реджинальд (Реджи) Джордж Придмор (англ. Reginald George Pridmore; 29 апреля 1886, Эдгбастон, Бирмингем — 13 марта 1918, Венеция) — английский хоккеист на траве, нападающий. Олимпийский чемпион 1908 года.

## Биография
Реджи Придмор родился 29 апреля 1886 года в пригороде британского города Бирмингем Эдгбастон.
Учился в Бедфорде. Уже в школе проявил себя как незаурядный игрок в хоккей на траве, крикет и регби.
В хоккее на травевыступал за «Ковентри» и сборную Уорикшира.
В 1908 году вошёл в состав сборной Англии по хоккею на траве на летних Олимпийских играх в Лондоне и завоевал золотую медаль, которая пошла в зачёт Великобритании. Играл на позиции нападающего, провёл 3 матча, забил 10 мячей (четыре в ворота сборной Ирландии, по три — Шотландии и Франции).
В 1908—1913 годах провёл 19 матчей за сборную Англии по хоккею на траве.
В крикет играл за команды Уорикшира и Хартфордшира в Первом классе Англии.
Работал биржевым маклером. Участвовал в Первой мировой войне, был майором Королевской конной и полевой артиллерии. В 1916 году получил Военный крест за сражение на Сомме.
Погиб 13 марта 1918 года в бою против австро-венгерских войск на реке Пьяве близ итальянской Венеции. Похоронен на британском кладбище в итальянской Джавере, на его деревянном кресте написано «A most Gallant Sportsman and Comrade» («Самый отважный спортсмен и товарищ»).